# بخش جکسون (استارک، اوهایو)
بخش جکسون (به انگلیسی: Jackson Township) یک منطقهٔ مسکونی در ایالات متحده آمریکا است که در شهرستان استارک، اوهایو واقع شده‌است.
 بخش جکسون ۹۶٫۱ کیلومتر مربع مساحت و ۴۰٬۱۵۲ نفر جمعیت دارد و ۳۳۹ متر بالاتر از سطح دریا واقع شده‌است.